# Cloud Strife
Cloud Strife (jap. クラウド・ストライフ Kuraudo Sutoraifu) – główny bohater jRPG firmy Square - Final Fantasy VII.
Cloud jest byłym członkiem elitarnej jednostki SOLDIER, stworzonej przez korporację Shinra w celu zwalczania terroryzmu. Gdy go poznajemy, jest najemnikiem pracującym dla ruchu oporu, AVALANCHE. Jego misja polega na wysadzeniu jednego z reaktorów wysysających z planety energię Mako. Z czasem angażuje się w walkę z koncernem Shinra o ocalenie planety.
Jest wyjątkowo tajemniczy i skryty, lecz z biegiem czasu otwiera się i ujawnia swoją przeszłość.

## Inne pozycje
Cloud pojawił się także jako postać dodatkowa w grze Final Fantasy Tactics, grywalny bohater w bijatyce Ehrgeiz, grze Dragon Quest & Final Fantasy in Itadaki Street Special oraz drugoplanowa postać w grze Action RPG Kingdom Hearts; wszystkie te gry zostały wydane na konsole Sony. Jego pojawienie się w nich miało jednak charakter promocyjny – chodziło o to, by więcej graczy zwróciło uwagę na przytoczone tytuły – i nie uznaje się, że fabuły tych gier pokazują prawdziwą historię Clouda.
Dopiero jego pojawienie się w oficjalnej kontynuacji Final Fantasy VII - Final Fantasy VII: Advent Children pokazuje jego prawdziwe dalsze losy, a w grach Before Crisis: Final Fantasy VII, Crisis Core: Final Fantasy VII i anime Last Order: Final Fantasy VII jego prawdziwą przeszłość.